# Я, Тоня
«Я, То́ня» (англ. I, Tonya) — американська біографічна спортивна драма з елементами комедії, що вийшла 2017 року. Режисер — Крейг Гіллеспі, сценарист — Стівен Роджерс. У головній ролі — Марго Роббі. У фільмі також знімалися Себастіан Стен, Еллісон Дженні, Пол Волтер Гаузер, Джуліанн Ніколсон, Кейтлін Карвер, Бояна Новакович та Боббі Каннавале.
Світова прем'єра фільму відбулася 8 вересня 2017 року на Міжнародному кінофестивалі у Торонто. У США фільм з'явився в прокаті 8 грудня, в Україні — 8 лютого 2018 року.

## Сюжет
Тоня Гардінг — уродженка Портленда, дитинство якої проходить із жорстокою та деспотичною матір'ю Лавоною Ґолден. Батько, з яким Тоні мала теплі стосунки, кидає сім'ю. За настановою Лавони, дівчинка починає займатися фігурним катанням під керівництвом тренерки Діани Ровлінсон. Вона бачить у Тоні великий талант. Проте дівчина разом з цим набуває репутації складної та поганої людини, а також використовує нестандартні методи підготовки до виступів — вона сама майструє собі костюми, вигадує макіяж та обирає музику. У 15 років вона починає зустрічатися із 18-річним Джеффом Гілулі. Незабаром вони одружуються, але сімейне життя супроводжується сварками, скандалами та побоями.
Тоня швидко стає однією з найкращих фігуристок США. Якось після одного з виступів у Тоні та Діани виникає суперечка, через що Гардінг звільняє її. Дівчина наймає нового тренера Доді Тічман. Тоня стає першою фігуристкою, яка виконала на змаганнях потрійний аксель — надскладний стрибок у фігурному катанні. На Зимових Олімпійських іграх 1992 року Тоні не вдається виконати стрибок, і вона фінішує четвертою. Зазнавши поразки, вона знову переїжджає до Джеффа і влаштовується на роботу офіціанткою, але Діана переконує її повернутися і підготуватися до Олімпійських ігор 1994 року. У листопаді 1993 року Тоня знімається зі змагань регіонального чемпіонату в Портленді через погрози на свою адресу. Джефф доручає своєму другові Шону Екардту вчинити напад на Ненсі Керріган, найближчу суперницю Тоні. Екардт наймає двох головорізів для нападу на Керріган після тренування в Детройті. 6 січня 1994 року поплічники Екардта б'ють Керріган по коліну; у зв'язку з нападом вона вибуває із запланованих змагань.
Інцидент викликає громадський резонанс. ФБР починає розслідування та виходить на Екардта. Той у свою чергу звинувачує Джеффа як призвідника злочину. Тоня, яка отримала право на участь в Олімпійських іграх, розуміє, що її вважатимуть співучасницею. Щоб уникнути арешту, вона звертається до ФБР та розповідає про замах на Керріган. Джефф, дізнавшись про це, звинувачує Гардінг у тому, що вона знала про напад і нічого не зробила для його запобігання. Вони остаточно розлучаються.
Гардінг стає метою ЗМІ. Тоню відвідує Лавона, проте дівчина розуміє, що мати під приводом примирення з'явилася до неї за інформацією про напад із захованим мікрофоном і проганяє її. Джеффа, Екардта та поплічників обвинувачують, а слухання справи Тоні відкладається до закінчення Олімпійських ігор. Гардінг фінішує восьмою, а Керріган виграє срібну медаль. Тоня уникає в'язниці, проте за ухвалою суду вона довічно відсторонюється від змагань з фігурного катання.
Після виходу на волю Джефф змінює ім'я та створює нову родину. Лавона припиняє спілкування з дочкою та переїжджає до штату Вашингтон. Тоня будує кар'єру у професійному боксі, а також втретє виходить заміж та виховує дитину.

## У ролях
- Марґо Роббі — Тоня Гардінг, фігуристка
  - Мейзі Сміт — Тоня у віці 4-х років
  - Маккенна Грейс — Тоня в дитинстві
- Себастіян Стан — Джефф Гілулі, чоловік Тоні
- Еллісон Дженні — Лавона Фей Ґолден, матір Тоні
- Джуліанна Ніколсон — Діана Ровлінсон, тренерка Тоні
- Кейтлін Карвер — Ненсі Керріган, фігуристка, суперниця Тоні
- Бояна Новакович — Доді Тічман, тренерка Тоні
- Пол Волтер Гаузер — Шон Еккардт, охоронець Тоні та друг Джеффа
- Боббі Каннавале — Мартін Меддокс, репортер
- Ден Тріандіфлу — Боб Ровлінсон, чоловік Діани та адвокат Тоні
- Рікі Руссерт — Шейн Стент, нанятий Джеффом та Шоном для нападу на Ненсі Керріган
- Ентоні Рейнолдс — Деррік Сміт, дядько Стента, попередній друг Шона, спочатку найнявся напасти на Ненсі, перш ніж завербувати самого Стента, щоб поранити її
- Кессіді Балкком — Оксана Баюл, фігуристка (в титрах не вказана)
- Фі Дітер — Мідорі Іто, фігуристка (в титрах не вказана)

## Нагороди
| Нагорода                            | Дата церемонії  | Категорія                          | Одержувачі та номінанти           | Результати  | Ref.              |
| ----------------------------------- | --------------- | ---------------------------------- | --------------------------------- | ----------- | ----------------- |
| Кінопремія Готем                    | 27 жовтня 2017  | Best Feature                       | Я, Тоня                           | Номінація   | [ 4 ]             |
| Кінопремія Готем                    | 27 жовтня 2017  | Best Actress                       | Марго Роббі                       | Номінація   | [ 4 ]             |
| Hollywood Film Awards               | 5 жовтня 2017   | Hollywood Supporting Actress Award | Елісон Дженні                     | Перемога    |                   |
| Hollywood Film Awards               | 5 жовтня 2017   | Hollywood Ensemble Award           | Акторський склад фільму Я, Тоня   | Перемога    |                   |
| Міжнародний кінофестиваль у Торонто | 17 вересня 2017 | People's Choice Award              | Я, Тоня                           | Друге місце |                   |
| Золотий глобус                      | 7 січня 2018    | Найкраща акторка другого плану     | Еллісон Дженні                    | Перемога    | [ 5 ] [ 6 ] [ 7 ] |
| Премія BAFTA                        | 18 лютого 2018  | Найкраща жіноча роль               | Марго Роббі                       | Номінація   |                   |
| Премія BAFTA                        | 18 лютого 2018  | Найкраща жіноча роль другого плану | Еллісон Дженні                    | Перемога    |                   |
| Премія BAFTA                        | 18 лютого 2018  | Найкращий оригінальний сценарій    | Стівен Роджерс                    | Номінація   |                   |
| Премія BAFTA                        | 18 лютого 2018  | Найкращий дизайн костюмів          | Дженніфер Джонсон                 | Номінація   |                   |
| Премія BAFTA                        | 18 лютого 2018  | Найкращий грим і зачіска           | Дебора Ла Міа Денавер, Адруїта Лі | Номінація   |                   |
| Оскар                               | 4.03.2018       | Найкраща жіноча роль               | Марго Роббі                       | Номінація   | [ 8 ]             |
| Оскар                               | 4.03.2018       | Найкраща жіноча роль другого плану | Еллісон Дженні                    | Перемога    | [ 9 ]             |
| Оскар                               | 4.03.2018       | Найкращий монтаж                   | Тетяна С. Рігел                   | Номінація   | [ 8 ]             |